# 别府史之
别府史之（日语：／ Beppu Fumiyuki，1983年4月10日—），日本男子自行车运动员。他曾代表日本参加2006年、2014年和2018年亚洲运动会自行车比赛，获得一枚银牌和一枚铜牌。他也曾参加2008年和2012年夏季奥林匹克运动会。